# Treinador

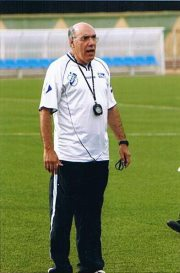
João Alves, futebolista treinador

Nos desportos (português europeu) ou esportes (português brasileiro) um treinador ou técnico é o profissional que dirige as atividades de uma equipe ou de apenas um único atleta, é responsável pela preparação física, técnica e mental.
O treinamento exige o conhecimento de táticas e estratégias de jogo e também de competição, envolvendo normalmente a elaboração de esquemas, substituição de jogadores e outras ações dentro e fora do campo ou quadra. A grande maioria dos treinadores é de ex-jogadores ou ex-atletas da modalidade em que estão envolvidos, tendo ou não formação acadêmica.

## Plano de jogo
Os treinadores também costumam criar planos de jogo ou instruções para o que seus jogadores farão durante o jogo. Para cada esporte, existem planos de jogo diferentes. Cabe aos treinadores decidir quantos jogadores irão jogar em uma determinada posição (no caso do futebol: defesa, meio-campo e ataque), desde que não ultrapassem o número máximo de jogadores permitidos no jogo. O treinador pode substituir atletas na mesma posição por suas características (força, habilidade, etc.) para melhor resultado, no andamento, do jogo ou competição para reforçar ou mudar a estratégia.

## Equipe de suporte
Um treinador, especialmente em uma liga profissional, é geralmente auxiliado por um ou mais treinadores assistentes e equipe de suporte especializada. A equipe pode incluir coordenadores técnicos, especialistas em condicionamento físico e treinadores especialistas em fundamentos do esporte. No esporte de elite, o papel de nutricionistas, médicos, biomecânicos, estatísticos, psicólogos e fisioterapeutas, tem sido complementares e cada vez mais sofisticados.
Ao lado de seu treinador, um atleta pode ter um agente que gerencia os aspectos financeiros de sua carreira.

## Treinadores campeões em Copas do Mundo
Esses foram os treinadores das seleções masculinas campeãs da Copa do Mundo FIFA:
| Copa | Treinador               | Seleção            |
| ---- | ----------------------- | ------------------ |
| 1930 | Alberto Suppici         | Uruguai            |
| 1934 | Vittorio Pozzo          | Itália             |
| 1938 | Vittorio Pozzo          | Itália             |
| 1950 | Juan López Fontana      | Uruguai            |
| 1954 | Sepp Herberger          | Alemanha Ocidental |
| 1958 | Vicente Feola           | Brasil             |
| 1962 | Aymoré Moreira          | Brasil             |
| 1966 | Alf Ramsey              | Inglaterra         |
| 1970 | Zagallo                 | Brasil             |
| 1974 | Helmut Schön            | Alemanha Ocidental |
| 1978 | César Luis Menotti      | Argentina          |
| 1982 | Enzo Bearzot            | Itália             |
| 1986 | Carlos Bilardo          | Argentina          |
| 1990 | Franz Beckenbauer       | Alemanha Ocidental |
| 1994 | Carlos Alberto Parreira | Brasil             |
| 1998 | Aimé Jacquet            | França             |
| 2002 | Luiz Felipe Scolari     | Brasil             |
| 2006 | Marcello Lippi          | Itália             |
| 2010 | Vicente del Bosque      | Espanha            |
| 2014 | Joachim Löw             | Alemanha           |
| 2018 | Didier Deschamps        | França             |
| 2022 | Lionel Scaloni          | Argentina          |